# Clerodendrum glabrum
Clerodendrum glabrum es un árbol caducifolio de talla mediana a grande que se extiende desde África tropical hasta la parte meridional del continente. 

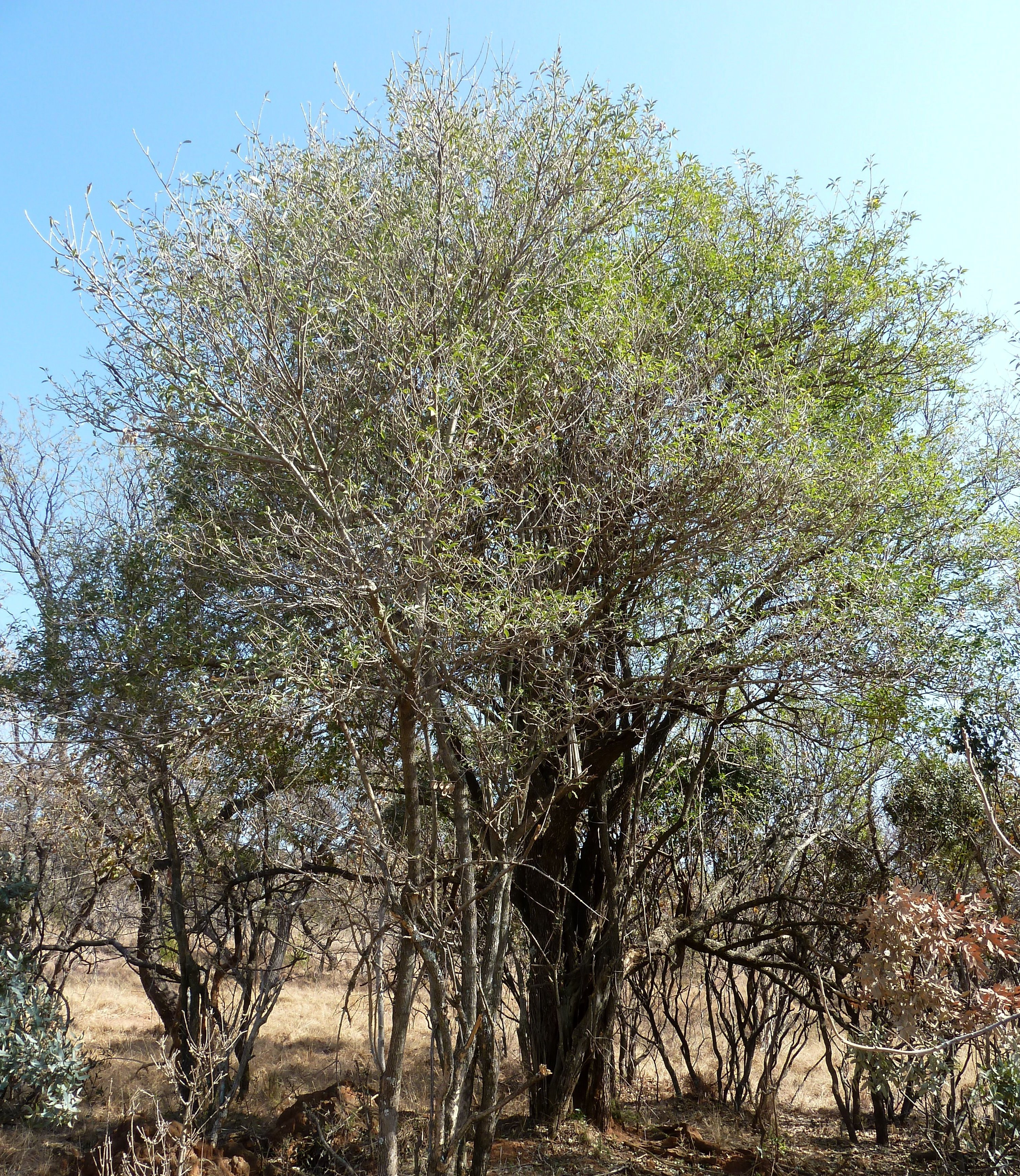
Vista del árbol

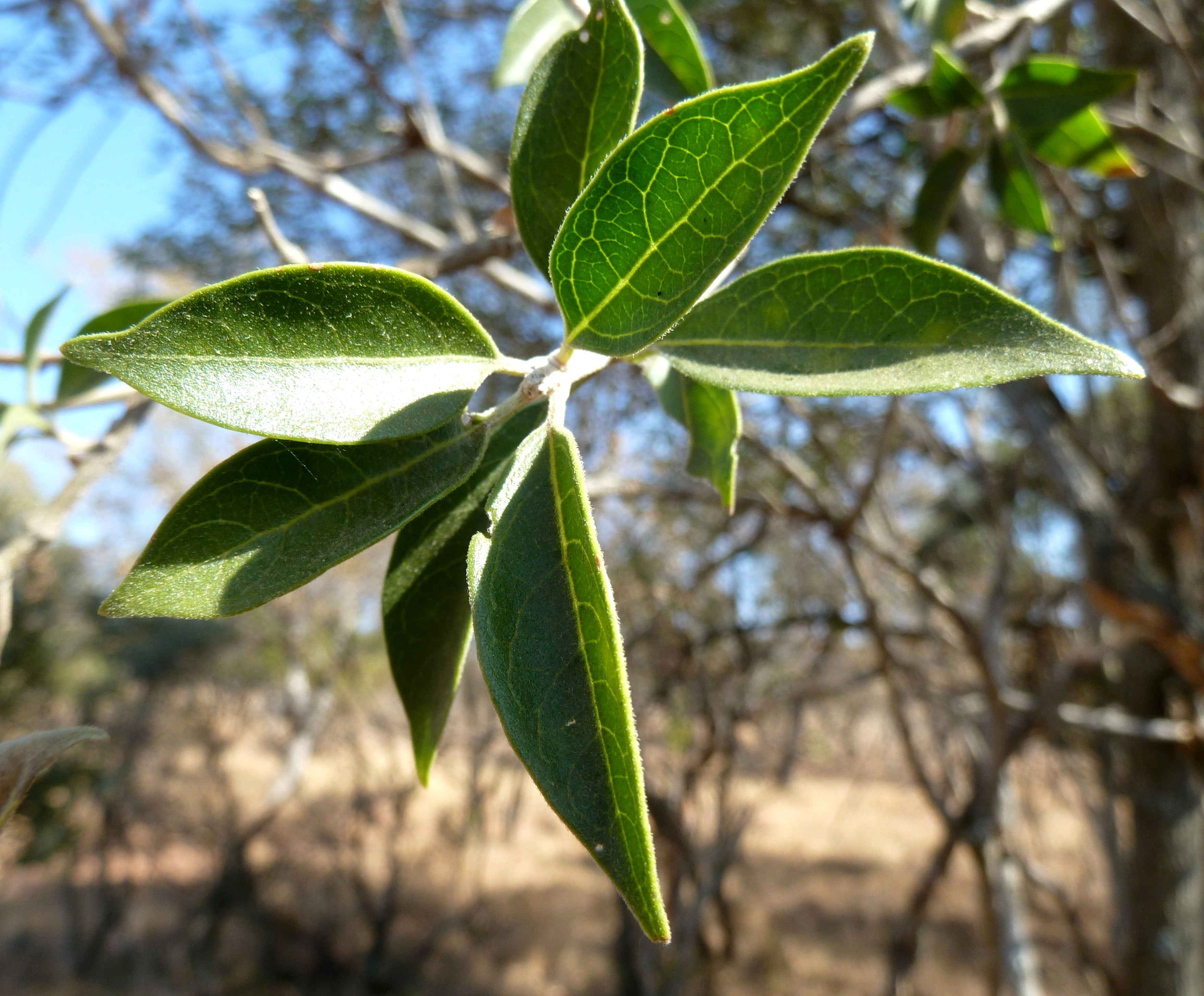
Detalle de las hojas

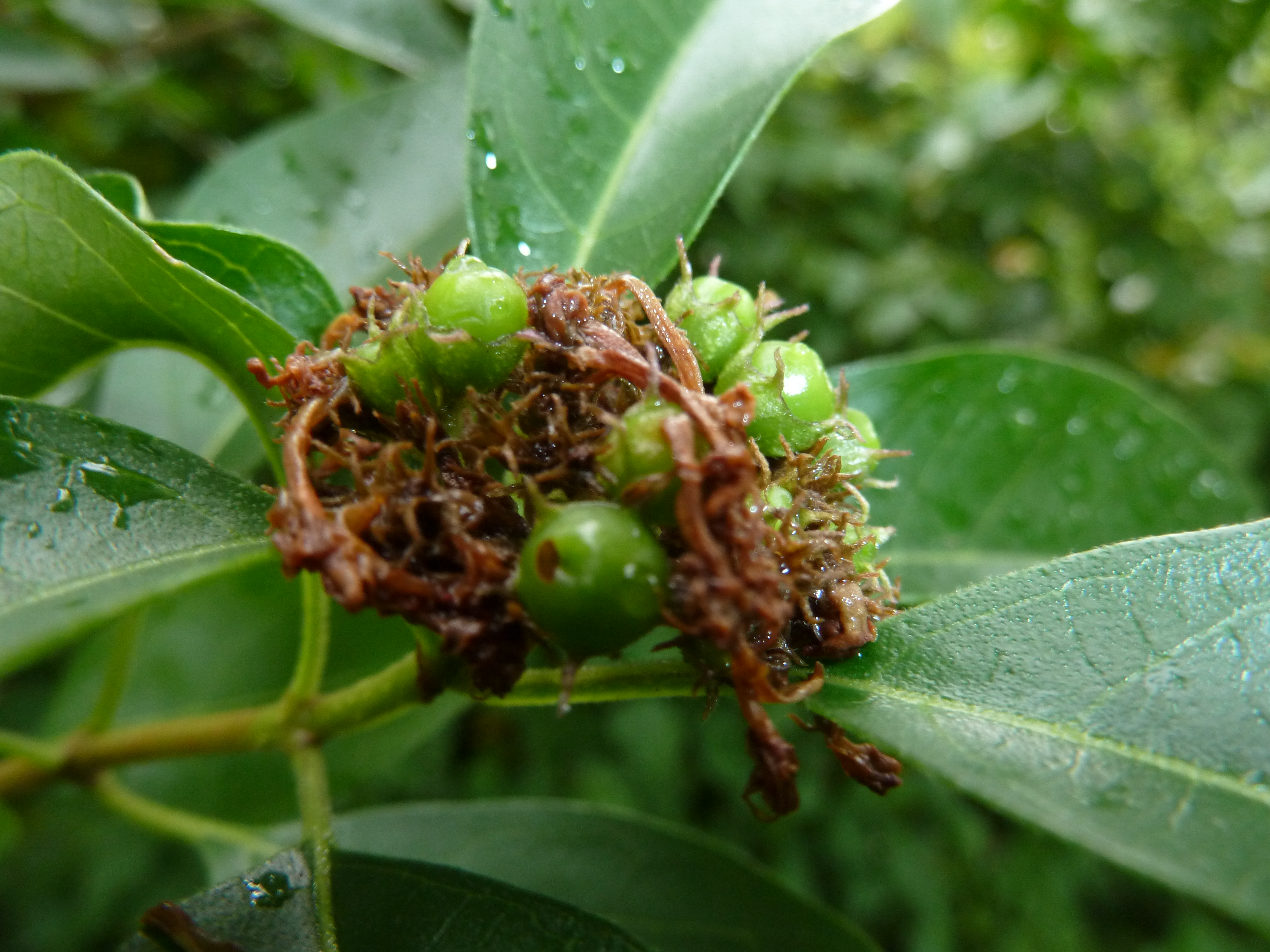
Frutos

## Descripción
En común con otros miembros de esta familia, su corteza está cubierta de prominentes lenticelas blancas. Las hojas están usualmente cubiertas en verticilos de 3 y producen un olor fétido cuando se machacan. Las fragantes flores son usualmente guindas, y se producen en racimos densos terminales. Estrechamente relacionados son Clerodendrum thomsoniae (Corazón sangrante) y Clerodendrum ugandense.

## Taxonomía
Clerodendrum glabrum fue descrita por Ernst Heinrich Friedrich Meyer y publicado en Commentariorum de Plantis Africae Australioris 1(2): 273. 1837[1838].
Etimología
Clerodendrum: nombre genérico que deriva de las palabras griegas: kleros = (clero) y dendron =  (árboles), fue acuñado por Linnaeus que se enteró de que las plantas estaban en uso por el clero de la población de Sri Lanka.
glabrum: epíteto latíno que significa "glabra"
Variedades y Sinonimia
- Siphonanthus glaber (E.Mey.) Hiern, Cat. Afr. Pl. 1: 842 (1900).
- Siphonanthus glaber var. incarnatus Hiern, Cat. Afr. Pl. 1: 842 (1900).
- Siphonanthus glaber var. vaga Hiern, Cat. Afr. Pl. 1: 842 (1900).
- Clerodendrum glabrum var. vagum (Hiern) Moldenke, Phytologia 13: 306 (1966).

var. glabrum. Del sur de Somalia al sur de África y Océano Índico.
- Clerodendrum capense D.Don ex Steud., Nomencl. Bot., ed. 2, 1: 382 (1840).
- Clerodendrum ovale Klotzsch in W.C.H.Peters, Naturw. Reise Mossambique: 257 (1861).
- Clerodendrum ovalifolium Engl., Pflanzenw. Ost-Afrikas A: 124 (1895), orth. var.
- Clerodendrum glabratum Gürke, Bot. Jahrb. Syst. 28: 295 (1900).
- Clerodendrum rehmannii Gürke, Bot. Jahrb. Syst. 28: 294 (1900).
- Clerodendrum somalense Chiov., Agric. Colon. 20: 103 (1926).
- Premna suaveolens Chiov., Fl. Somala 2: 360 (1932).
- Clerodendrum minutiflorum Baker, Bull. Misc. Inform. Kew 1894: 150 (1894).[3]